# ولاية تلمسان
ولاية تلمسان، ولاية جزائرية عاصمتها مدينة تلمسان وترقيمها الولائي 13.

## التقسيمات الإدارية
تقع ولاية تلمسان شمال غرب الجزائر يحدها شمالا البحر المتوسط وجنوبا ولاية النعامة وشرقا ولايتي عين تموشنت وسيدي بلعباس وغربا المغرب الأقصى.
وهي منطقة تاريخية وسياحية وأثرية، كانت تعرف ببوماريا في العهد الروماني واتخذها الزيانيون عاصمة لهم.
```
تنقسم 
ولاية تلمسان
 إلى 
20 دائرة و53 بلدية
.
كما تعتبر مدينة تلمسان مدينة سياحية لما فيها من آثار ومعالم سياحية مثل مغارات عين فزة، المنصورة وندرومة، ميناء هنين، ومساجد بني سنوس التي تعود للعهد المرابطي 
والمسجد الكبير (تلمسان)
.
```

## السكان
| ذكور   | فئة عمرية     | إناث   |
| ------ | ------------- | ------ |
| 2٬103  | 85 سنة وأكثر  | 2٬609  |
| 2٬820  | 80 إلى 84 سنة | 3٬510  |
| 5٬115  | 75 إلى 79 سنة | 6٬360  |
| 7٬544  | 70 إلى 74 سنة | 8٬849  |
| 10٬357 | 65 إلى 69 سنة | 10٬767 |
| 11٬990 | 60 إلى 64 سنة | 12٬170 |
| 19٬227 | 55 إلى 59 سنة | 17٬461 |
| 23٬419 | 50 إلى 54سنة  | 22٬289 |
| 24٬824 | 45 إلى 49 سنة | 24٬548 |
| 31٬086 | 40 إلى 44 سنة | 30٬416 |
| 35٬552 | 35 إلى 39 سنة | 34٬283 |
| 41٬715 | 30 إلى 34 سنة | 38٬738 |
| 49٬080 | 25 إلى 29 سنة | 45٬238 |
| 48٬643 | 20 إلى 24 سنة | 46٬255 |
| 43٬545 | 15 إلى 19 سنة | 42٬331 |
| 42٬290 | 10 إلى 14 سنة | 41٬043 |
| 37٬728 | 5 إلى 9 سنوات | 36٬124 |
| 45٬129 | 0 إلى 4 سنوات | 43٬780 |
| 196    | غير معروف     | 0      |

## التعليم الجامعي
تضم هذه الولاية العديد من الجامعات ومؤسسات التعليم الجامعي، منها:
- جامعة أبي بكر بلقايد [3]

## الشواطئ
يتضمن ساحل هذه الولاية العديد من الشواطئ في بلدياتها المختلفة مثل:
- بلدية مرسى بن مهيدي:
  - شاطئ الزرقة.
- بلدية مسيردة الفواقة:
  - شاطئ الصيادين.
- بلدية سوق الثلاثاء:
  - شاطئ الزرزور.
- بلدية السواحلية:
  - شاطئ الضرو.
- بلدية الغزوات:
  - شاطئ الطحطاحة.
- بلدية دار يغمراسن:
  - شاطئ القايلة.
- بلدية هنين:
  - شاطئ الساحل.
- بلدية بني خلاد:
  - شاطئ الطوطاوة.

## موارد المياه
تضم ولاية تلمسان السدود التالية: سد المفروش، سد السكاك، سد بني بهدل، سد حمام بوغرارة، وسد سيدي العبدلي. وتندرج هذه السدود ضمن 65 سدا عاملة في الجزائر في حين أن 30 سدا آخر قيد الإنشاء في عام 2015.

## أشهر أبنائها

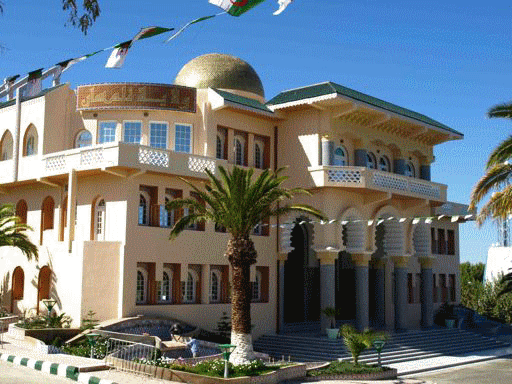
مقر ولاية تلمسان

- مصالي الحاج زعيم الحركة الاستقلالية في الجزائر التي كانت ممثلة في حزب نجم شمال إفريقيا.
- أحمد بن بلة أول رئيس للجزائر بعد الاستقلال.
- عبد العزيز بوتفليقة رئيس الجمهورية من مواليد 2 مارس 1937 بعين بوشقيف تيارت أصله يعود إلى دوار الخلايف.
- نورية يمينة زرهوني إدارية ووالية وسياسية.
- نور الدين زرهوني رجل سياسي.
- إلياس زرهوني طبيب وأكاديمي.
- محمد بن عمرو الزرهوني رجل سياسي.
- عبد الغاني الهامل المدير العام للأمن الوطني من مواليد 1952 بمنطقة صبرة ولاية تلمسان
- نور الدين يزيد زرهوني نائب رئيس الوزراء من مواليد سنة 1937 في تونس، أصله يعود إلى ندرومة ولاية تلمسان
- دحو ولد قابلية وزير الداخلية من مواليد 4 ماي 1933 بطنجة بالمغرب، أصله يعود إلى تلمسان
- شكيب خليل وزير الطاقة بين 1999 و 2010 من مواليد 8 أوت 1939 بوجدة بالمغرب، أصله يعود إلى تلمسان
- مراد مدلسي وزير الخارجية من مواليد 30 أفريل 1943 بتلمسان
- جمال ولد عباس وزير الصحة من مواليد 24 فيفري 1934 بتلمسان
- الطيب بلعيز وزير العدل من مواليد 21 أوت 1948 بمغنية ولاية تلمسان
- عبد الحميد تمار وزير الصناعة من مواليد 24 أكتوبر 1938 بتلمسان
- عمار تو وزير النقل من مواليد 1 ديسمبر 1945 بمسيردة ولاية تلمسان
- الطيب لوح وزير العمل من مواليد 17 جويلية 1951 بمسيردة ولاية تلمسان
- عبد القادر مساهل الوزير المنتدب المكلف بالشؤون الإفريقية والمغاربية من مواليد 11 جويلية 1949 بتلمسان
- كريم بن هادي نائب رئيس الجمعية الجزائرية لحقوق الإنسان من مواليد 09 أوت 1989 بتلمسان

بالإضافة إلى العديد من المسؤولين الساميين في الدولة.

## وصلات خارجية
https://wilaya-tlemcen.dz
https://interieur.gov.dz/Monographie/ar/index.php?wil=13